# Papiro 84
O Papiro 84 ({\displaystyle {\mathfrak {P}}}84) é um antigo papiro do Novo Testamento que contém fragmentos dos capítulos 2 e 6 do Evangelho de Marcos (2:2-5,8-9; 6:30-31,33-34,36-37,39-41) e 5 e 17 do Evangelho de João (5:5; 17:3,7-8).